# O Fado
O Fado é um quadro do pintor português José Malhoa, criado em 1910. Pintura a óleo sobre tela, mede 150 cm de altura e 183 cm de largura.
O quadro está no Museu do Fado, temporariamente cedido pelo Museu da Cidade em Lisboa.
José Malhoa pintou duas versões do quadro a de 1909 e a de 1910. Foram expostas pela primeira vez juntas, lado a lado, na exposição O Fado de 1910, na Sociedade Nacional de Belas Artes, em Lisboa em 2010.
A obra de 1909 é propriedade da família do empresário Vasco Pereira Coutinho.
Nas obras é retratado Amâncio, afamado marginal (ou "fadista", então sinónimo) da Mouraria a quem chamavam "pintor" (e por isso, no bairro, chamavam a Malhoa o "pintor fino"), e Adelaide, mulher de má vida, conhecida por Adelaide da Facada (exibia no rosto uma cicatriz desenhada a navalha).
Para concluir a obra, o pintor teve de andar no Governo Civil a meter cunhas para libertar da cela Amâncio, um desordeiro violento, teve de conter o temperamento do "pintor" de Mouraria quando se virava a Adelaide, teve de lhe atender alguns caprichos, sobretudo púdicos.
Sem Amâncio por perto, como quando estava preso, por exemplo, Malhoa desnudava os ombros e até um seio a Adelaide; os ciúmes tempestuosos de Amâncio foram levando o artista a subir a alça da camisola a Adelaide.
Malhoa convidou os habitantes de Mouraria e figuras da elite para opinar sobre a obra no seu estúdio.
Até o rei D. Manuel sugeriu algumas alterações à pintura. Assim, inicialmente Adelaide tinha muitas tatuagens, o que era muito pouco comum para a época, e foi sugerido que fossem retiradas, ficando apenas uma muito pequena numa das mãos.
A pintura foi muito mal recebida pela crítica por retratar essa coisa menor do fado, a marginalidade. Começou por ser reconhecida no estrangeiro.
A obra foi exposta pela primeira vez em 1910 na Exposição Internacional de Arte do Centenário da República da Argentina, em Buenos Aires, com o título Bajo el Encanto, tendo obtido a Medalha de Ouro.
Em janeiro de 1912, O Fado  foi apresentado pela primeira vez em Portugal, na cidade do Porto.
Daí seguiu para o Salão de Paris, com o título Sous le Charme e, posteriormente, para Liverpool, com o título The Native Song.
Em 1915 obteve o Grand Prize, na Panamá-Pacific International Exposition, evento realizado em São Francisco, por ocasião da abertura do Canal do Panamá.
Foi exposta pela primeira vez em Lisboa somente em 1917 na 14ª Exposição da Sociedade Nacional de Belas Artes.
Na sequência desta última exposição, a pintura foi adquirida pela Câmara Municipal de Lisboa, tendo sido colocada no salão nobre dos Paços do Concelho, à época Sala das Sessões, onde permaneceu até ser integrado na exposição permanente do Museu da Cidade.